# Iisalmi
Iisalmi [ˈiːsɑlmi] (schwedisch Idensalmi) [ˈiːdɛnsalmi] ist eine Stadt im Osten Finnlands. Sie liegt im Norden der Region Savo und hat 20.801 Einwohner (Stand 31. Dezember 2022).

## Geografie
Iisalmi liegt im Norden der Landschaft Nordsavo. Die Stadt ist Zentrum der Region Obersavo (Ylä-Savo), die den nördlichsten Teil der historischen Landschaft Savo einnimmt. Nachbargemeinden von Iisalmi sind Vieremä im Norden, Sonkajärvi im Nordosten, Lapinlahti im Südosten, Kuopio im Süden, Pielavesi im Südwesten und Kiuruvesi im Nordwesten. Das Stadtzentrum Kuopios, die größte Stadt Ostfinnlands, liegt 80 Kilometer südlich, Kajaani 89 Kilometer nördlich. Die Entfernung zur Hauptstadt Helsinki beträgt 462 Kilometer.
Das Stadtzentrum von Iisalmi liegt am Ufer des Porovesi-Sees. Neben dem Zentrum gehört zum Stadtgebiet eine recht weitläufige Fläche im ländlichen Umland. Insgesamt hat Iisalmi eine Fläche von 872,11 Quadratkilometern, wovon 109,22 Quadratkilometern von Binnengewässern bedeckt wird.

## Geschichte
Das Kirchspiel Iisalmi wurde 1627 gegründet und umfasste anfangs ganz Obersavo mit den heutigen Gemeinden Iisalmi, Kiuruvesi, Lapinlahti, Sonkajärvi, Vieremä und Pielavesi. Während des 18. und 19. Jahrhunderts erlebte die zuvor dünn besiedelte Gegend einen raschen Bevölkerungswachstum. Infolgedessen lösten sich Pielavesi im Jahr 1811, Lapinlahti 1858 und Kiuruvesi 1862 als eigenständige Gemeinden von Iisalmi.
1860 beschloss der Senat des Großfürstentums Finnland die Gründung des Marktfleckens Iisalmi. 1891 verlieh Zar Alexander III. Iisalmi das Stadtrecht. Das Umland von Iisalmi war währenddessen im Zuge der Trennung der Verwaltung der Landgemeinden von der Kirchenverwaltung 1874 in die Landgemeinde Iisalmi überführt. Zu dieser gehörten ursprünglich auch noch die heutigen Gemeinden Sonkajärvi und Vieremä, die erst 1920 respektive 1921 die kommunale Selbstständigkeit erlangten. Zu Jahresbeginn 1970 wurde die Landgemeinde Iisalmi in die Stadt Iisalmi eingemeindet.

## Politik

### Gemeinderat
Die stärkste politische Kraft in Iisalmi ist die Zentrumspartei. Im Stadtrat, der höchsten Entscheidungsinstanz in lokalen Angelegenheiten, stellt sie 13 von 43 Abgeordneten. Die beiden anderen großen Parteien des Landes, die Nationale Sammlungspartei und Sozialdemokraten spielen mit je sieben Sitzen im Stadtrat eine geringere Rolle als in anderen Regionen Finnlands. Die rechtspopulistischen Wahren Finnen konnten 2021 mit ebenfalls sieben Sitzen zu diesen aufschließen. Das Linksbündnis ist noch mit vier Sitzen vertreten. Ebenfalls im Stadtrat vertreten sind der Grüne Bund mit drei sowie die Christdemokraten mit zwei Abgeordneten. Bürgermeister von Iisalmi ist seit 2013 Jarmo Ronkainen.
- VAS: 4
- SDP: 7
- VIHR: 3
- KESK: 13
- KOK: 7
- KD: 2
- PS: 7

| Partei                          | Wahlergebnis 2017 | Sitze   | Wahlergebnis 2021 | Sitze |
| ------------------------------- | ----------------- | ------- | ----------------- | ----- |
| Zentrumspartei (KESK)           | 32,5 % (−1,8)     | 15 (−1) | 27,7 %            | 13    |
| Sozialdemokraten (SDP)          | 18,4 % (+5,9)     | 8 (+3)  | 16,9 %            | 7     |
| Nationale Sammlungspartei (KOK) | 15,0 % (−2,3)     | 6 (−2)  | 16,3 %            | 7     |
| Wahre Finnen (PS)               | 6,3 % (−4,0)      | 2 (−2)  | 16,1 %            | 7     |
| Linksbündnis (VAS)              | 15,2 % (+0,4)     | 7 (+1)  | 10,0 %            | 4     |
| Grüner Bund (VIHR)              | 7,9 % (+1,6)      | 3 (+1)  | 6,4 %             | 3     |
| Christdemokraten (KD)           | 4,7 % (+0,2)      | 2 (±0)  | 5,3 %             | 2     |

Die Wahlbeteiligung lag 2021 bei 48,3 %.

### Städtepartnerschaften
Iisalmi unterhält eine offizielle Städtepartnerschaft mit Notodden in Norwegen, Nyköping in Schweden, Guldborgsund in Dänemark, Kirischi in Russland und Pécel in Ungarn. Daneben bestehen eine inoffizielle Städtepartnerschaft mit der estnischen Stadt Võru und ein Zusammenarbeitsabkommen mit dem deutschen Landkreis Lüneburg.

### Wappen

(altes Wappen)

Das Wappen von Iisalmi

Das Wappen von Iisalmi ist in seiner derzeitigen Form seit 1963 in Gebrauch. Es wurde von Ahti Hammar entworfen und ersetzte ein ähnliches, aber heraldisch inkorrektes Wappen aus dem Jahr 1894. Die Blasonierung des Wappens lautet: „Der Schild von Schwarz in Gold im Wellenschnitt geteilt. Im oberen Feld aufrecht ein gespannter Bogen, ganz in Gold, im unteren Feld gekreuzt zwei Zimmeräxte und um deren Schäfte vier Rosen 1:2:1 gestellt, alles in Schwarz.“. Der Bogen ist traditionell das heraldische Symbol der Landschaft Savo, während die Wellenlinie auf die Lage Iisalmis am Wasser verweist.

## Wirtschaft und Infrastruktur

### Verkehr

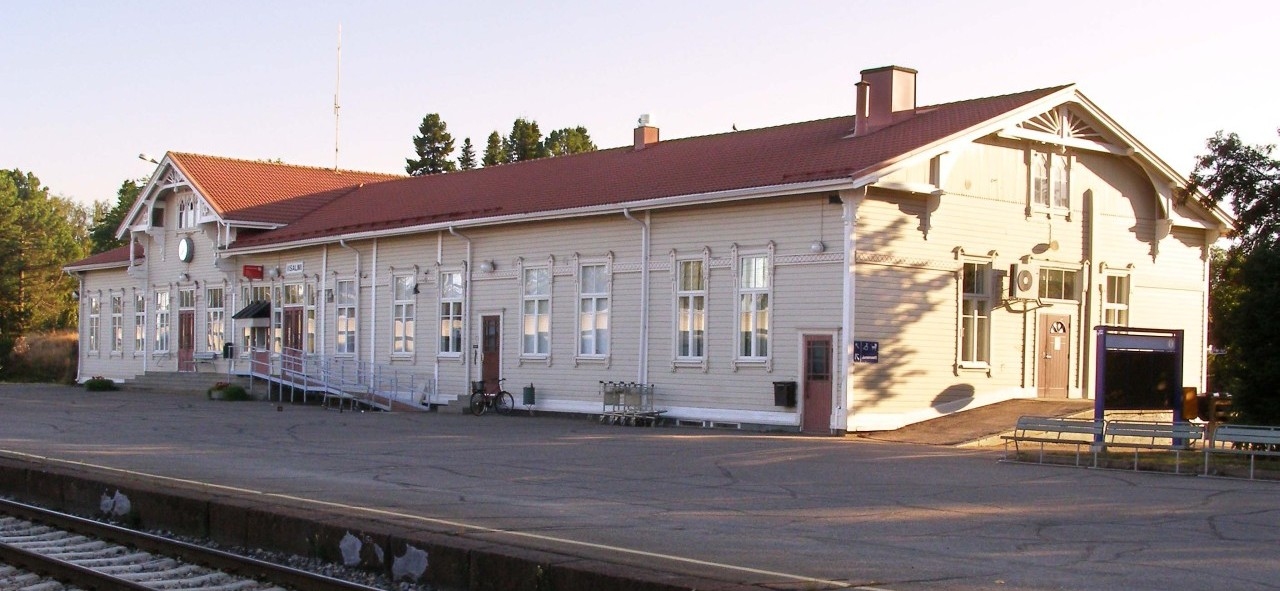
Der Bahnhof von Iisalmi

Iisalmi liegt an der Staatsstraße 5, einer der wichtigsten Nord-Süd-Verbindungen des Landes. Die Europastraße 63 folgt deren Verlauf. Im Bereich des Stadtzentrums zweigen von der Staatsstraße 5 in westlicher Richtung die Staatsstraße 27 nach Kalajoki und die Hauptstraße 88 nach Raahe ab, in östlicher Richtung führt die Hauptstraße 87 nach Nurmes.
Der Bahnhof von Iisalmi ist ein wichtiger Eisenbahnknotenpunkt. Iisalmi ist der Endpunkt der kommenden Savo-Bahn. In Iisalmi verzweigt sich diese aus dem südfinnischen Kouvola kommende Bahnstrecke in eine Strecke in das nordwestlich gelegene Ylivieska und eine in das nördlich gelegene Kontiomäki.

## Söhne und Töchter der Stadt
- Katriina Elovirta (1961–2018), Fußballschiedsrichterin, Fußballspielerin und Sportfunktionärin
- August Eskelinen (1898–1987), Skisportler
- Olavi „Olli“ Huttunen (1915–1940), Skisportler
- Kauppis-Heikki (1862–1920), Schriftsteller
- Joonas Kokkonen (1921–1996), Komponist
- Jarkko Määttä (* 1994), Skispringer
- Martta Martikainen-Ypyä (1904–1992), Architektin
- Olavi „Olli“ Remes (1909–1942), Skilangläufer
- Juhani Repo (* 1948), Skilangläufer